# Anthanassa tulcis
Espèce
Synonymes
- Anthanassa frisia tulcis (Bates, 1864) (préféré par NCBI)[2]
- Anthanassa frisia tulcis (H.W. Bates, 1864) (préféré par BioLib)[1]
- Eresia archesilea R. Felder, 1869[1]
- Eresia frisia tulcis[1]
- Eresia genigueh Reakirt, 1866[1]
- Eresia punctata Edwards, 1870[1]
- Melitaea tulcis Bates, 1864[1]
- Phyciodes frisia tulcis[1]
- Phyciodes tulcis[1]

Anthanassa tulcis est une espèce d'insectes lépidoptères (papillons) de la famille des Nymphalidae.

## Systématique
Certaines sources (comme BioLib ou NCBI) considèrent que ce taxon est une sous-espèce de Anthanassa frisia, sous la dénomination Anthanassa frisia tulcis.